# Лодевейк ван Беркен
Лодевейк ван Беркен (нидерл. Lodewijk van Berken, фр. Louis de Berquem) — фламандский ювелир середины и конца XV века, предположительный изобретатель метода шлифовки бриллиантов.

## Биография
Считается, что ван Беркен родился в Брюгге и впоследствии работал в Антверпене, где в 1456 году впервые применил своё революционное для ювелирной отрасли изобретение. В дальнейшем Карл Смелый стал патроном ван Беркена и в 1470-е гг. поручил ему огранку камня в 137 карат (27.4 г), который впоследствии стал известен как Флорентийский бриллиант. В Антверпене теперь стоит памятник Лодевейку, который держит в руках бриллиант. В 1868 г. там же была представлена посвящённая ему опера «Беркен, резчик алмазов» композитора Хендрика Валпута.
Имеется, однако, ряд сомнений относительно этой истории, впервые рассказанной ювелиром Робертом де Беркеном (1615—1672), утверждавшим, что заслуга изобретения метода шлифовки принадлежит его предку. Уже в XIX веке высказывалось предположение, что Лодевейк ван Беркен — фигура полностью выдуманная.